# Karl-Heinz Munk
Karl-Heinz Munk (* 11. Dezember 1939 in Herges-Hallenberg) ist ein ehemaliger deutscher Skispringer.

## Werdegang
Der für den SC Motor Zella-Mehlis startende Munk, gewann bei den DDR-Meisterschaften 1964 am 21. Februar 1964 hinter Veit Kührt im Einzelspringen die Silbermedaille. Mit Sprüngen von 107 und 106,5 m erreichte er die Note 228,5. Daraufhin erhielt er einen Startplatz in der gesamtdeutschen Mannschaft für die Olympischen Winterspiele 1964 in Innsbruck. Dort erreichte er von der Normalschanze Rang neun und von der Großschanze Rang 21.
Da Munk als politisch unangepasst galt, wurden ihm private Auslandsreisen untersagt. Die lange vorbereitete Flucht gelang ihm im Dezember 1965, als er zwei Tage nach seinem 26. Geburtstag das Trainingslager in Seefeld in Tirol verließ und von seinem in der Bundesrepublik Deutschland lebenden Bruder in den Westen gefahren wurde.
Zwischen 1965 und 1968 startete Munk im Rahmen der Vierschanzentournee für die Bundesrepublik. Einen Durchbruch erreichte er dabei jedoch nicht. Bestes Ergebnis war ein 28. Platz am 30. Dezember 1966 in Oberstdorf.